# Buellia lauricassiae
Buellia lauricassiae är en lavart som först beskrevs av Fée, och fick sitt nu gällande namn av Johannes Müller Argoviensis. Buellia lauricassiae ingår i släktet Buellia och familjen Physciaceae.   Inga underarter finns listade i Catalogue of Life.